# Scat

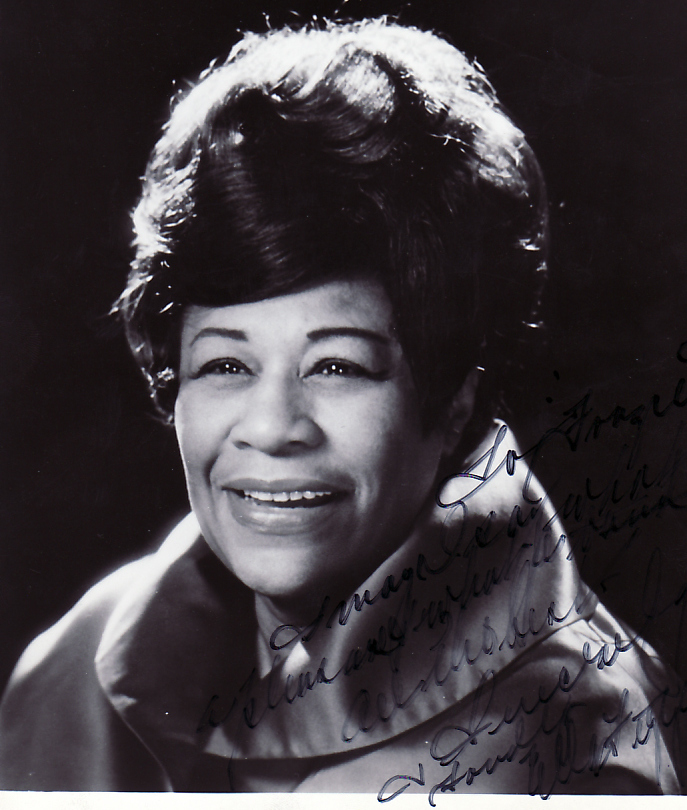
Ella Fitzgerald

A scat a dzsesszzenében használatos improvizációs énektechnika. Jellegzetessége a szótagok gyors, szaggatott, előadásmódja. A hangzókat, szótagokat az énekes a szavak értelme nélkül fűzi össze („vakszöveg”).
A scaténekmód már az amerikai néger folklórban megjelent, gyakran az előadó eksztatikus állapotában. A dzsesszben a New Orleans-i stílusban vált jellegzetes kifejezőeszközzé a hangszeres játék énekes utánzásaként. A bebop idején különleges jelentőségre tett szert.
Legjelentősebb művelői: Ella Fitzgerald, Louis Armstrong, Scatman John, Sarah Vaughan, Al Jarreau, továbbá Billy Stewart, aki 32 évesen hunyt el.
Armstrong-kottapélda:
Al Jolson scattel:
Scatman John: Ski Ba Bop Ba Dop Bop – rövid részlet:

## Külső hivatkozások
- How High The Moon, Ella Fitzgerald